# 苏仲祥
苏仲祥（1931年—2000年12月3日），男，辽宁辽阳人。中华人民共和国政治人物、副总警监。

## 生平
1949年7月参加革命工作，1954年11月加入中国共产党，曾任北京市公安局东城分局局长，北京市公安局副局长、1986年10月至1995年1月，任局长，北京市武警总队第一政委，北京市人民政府副市长兼市委政法委副书记。1992年9月，授副总警监警衔。2000年12月3日在北京病逝。

## 主抓大案
- 1990年许广才系列奸杀案
- 1994年北京飞贼案